# Cykellygte
Cykellygter er lamper, der sættes foran og bagpå en cykel for at de andre trafikanter kan se cyklisten i mørke og for at oplyse vejen for cyklisten.
Ligesom for biler kræver færdselsloven i Danmark, at forlygten er hvid eller gul og baglygten rød – og lygterne må gerne blinke, forudsat det sker med mindst 120 blink i minuttet.
Lyskilden i cykellygter har traditionelt været glødepærer, hvoraf især nogle forlygter har en halogenpære. Dioder benyttes i dag i højere grad – primært til baglygter, men i stadig stigende grad også til forlygter. Strømkilden kan være enten være batteri, dynamo eller en kombination.

## Lysdiodelygter
I løbet af 1990'erne kom de røde og grønne effektive (high-bright) lysdiodeudgaver, hvilket gjorde at de kunne anvendes som cykelbaglygte.
Senere kom højeffektive (ultra high-bright) i blå lysdiodeudgaver. Den blå farve muliggør, at en lille klat fluorescerende stof placeret oven på den blå lysdiodechip omdanner noget af det blå lys til gult. Det er siden ca. 2003 markedsført som en hvid lysdiode, menneskets øjne opfatter en blanding af gult og blåt lys som hvidt. Disse anvendes som cykelforlygter.

## Magneter i egerne
En nyere type cykellygte anvender induktion, som en traditionel dynamo. Men modsat tidligere dynamolygter, er disse lygter fastmonteret ved hjulet, og danner strømmen fra magneter fastmonteret på hjulenes eger. Da der ikke er nogen direkte kontakt mellem magnet og spole, er friktionen lav. Lygterne kan ikke slukkes, så når cyklen kører, er de altid tændt, hvilket svarer til kørelys, som vi kender det fra biler.
Induktionslygterne er testet i en undersøgelse i Odense Kommune, hvor 2000 cyklister i et år cyklede med lygter fra Reelight. Gruppen var involveret i 32 procent færre ulykker end en gruppe af tilsvarende størrelse, der fortsat cyklede med almindelige lygter. Især i tusmørke havde Reelights lygter en effekt på sikkerheden.
Denne type lygte er opfundet af Troels Pedersen på Institut for Produktudvikling på DTU.

## Cykellygtehistorie
Grundet de særegne danske regler, der tillod batteridrevne cykellygter, har Danmark i tidens løb haft en række producenter, hvoraf mange har opgivet produktionen i de sidste år, især efter diodelys fortrængte de gængse glødepærelygter.
- nefa
- basta
- marvi